# Kaengsaeng 88
Der Kaengsaeng 88 (갱생 88) ist eine viertürige Limousine aus nordkoreanischer Fertigung, von der in den späten 1980er-Jahren wenige Exemplare entstanden. Das Auto war ein illegaler Nachbau des Mercedes-Benz W 201. Eine Alternativbezeichnung war Pyongyang 4.10.
Zwischen 1994 und 2002 wurden auch CKD-Kits des Mercedes 190 geliefert und in Nordkorea unter der Bezeichnung Pyeonghwa 410 vertrieben.

## Hintergrund
Nachdem Nordkorea im Koreakrieg erhebliche Schäden davongetragen hatte, begann Mitte der 1950er-Jahre unter der Führung der Partei der Arbeit Koreas der Wiederaufbau. In wirtschaftlicher Hinsicht wurde nach chinesischem Vorbild ein  Hauptaugenmerk auf die Schwerindustrie gelegt. In den unmittelbar auf den Krieg folgenden Jahren gelang es, durch den Dreijahresplan (1954–1956) die Industrieproduktion auf Vorkriegsniveau zu heben. Unterstützung erhielt Nordkorea von anderen sozialistischen Staaten, insbesondere der Sowjetunion und China, die dem Regime zu einem starken Wirtschaftswachstum in den Nachkriegsjahren verhalfen. Dem Gedanken der Autarkie folgend, nahm Nordkorea frühzeitig neben anderem auch eine eigene Automobilproduktion auf. Zunächst entstanden in erster Linie verschiedene Nutzfahrzeuge, die primär für den militärischen Einsatz bestimmt waren; später kamen auch Autobusse hinzu. Daneben entstanden Personenfahrzeuge, die auf dem sehr begrenzten nationalen Markt Importwagen aus Japan, Deutschland oder Schweden ergänzen sollten.
Die nordkoreanischen Nutz- und Personenkraftwagen waren nie Eigenkonstruktionen. Vielmehr wurden importierte sowjetische oder chinesische Automobile von nordkoreanischen Technikern auseinandergenommen und bis hin zu Einzelheiten kopiert. Auf diese Weise entstanden im Pkw-Bereich unter anderem Nachbauten der chinesischen Repräsentationslimousine Hongqi und des sowjetischen GAZ-M20 Pobeda.
Eines der letzten Automobile, die vor dem wirtschaftlichen Zusammenbruch des Landes in den 1990er-Jahren als sogenannte Klone entstanden, war der Kaengsaeng 88. Seine Entwicklung ging jedenfalls mittelbar auf den damaligen nordkoreanischen Staatspräsidenten Kim Il-sung zurück, der im April 1987 die Absicht seines Landes erklärt hatte, künftig mit der südkoreanischen Automobilindustrie zu konkurrieren.

## Konstruktion

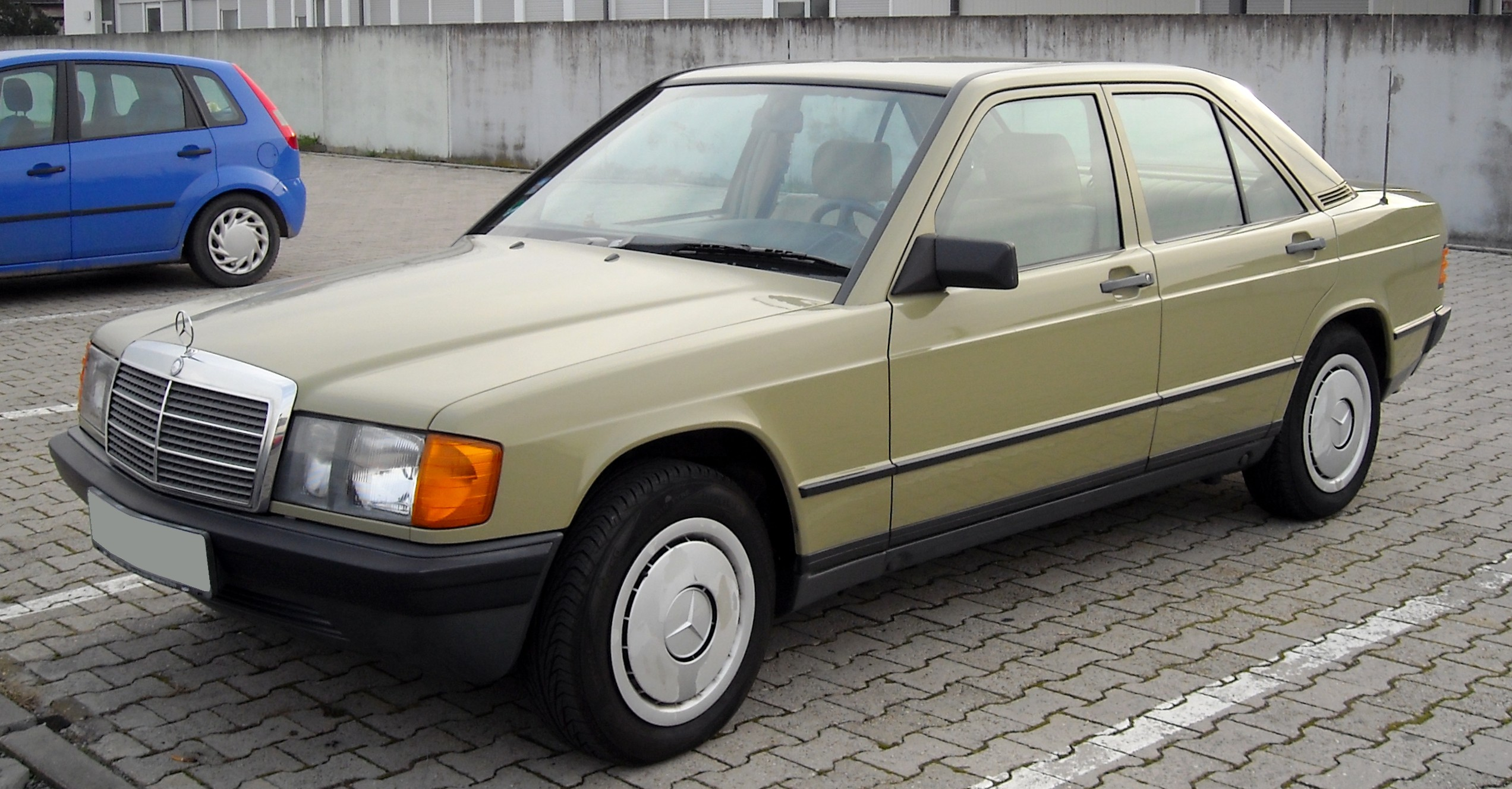
Vorbild für den Kaengsaeng 88: Mercedes-Benz 190 (Baureihe W 201)

Vorbild für den Kaengsaeng 88 war der 1982 in Deutschland vorgestellte Mercedes-Benz 190 (Baureihe W 201), der im Volksmund als „Baby-Benz“ bezeichnet wurde. Nach einer Quelle wurde ein aus Thailand importierter Mercedes-Benz 190 etwa ab 1987 von nordkoreanischen Technikern untersucht. Nachdem sie das Auto auseinandergenommen hatten, erstellten sie anhand der Einzelteile Konstruktionspläne für ein eigenes, nordkoreanisches Modell. Eine Lizenz von Daimler-Benz gab es nicht.
Äußerlich entsprach das Auto weitgehend dem deutschen Vorbild. Abweichend vom Original trug der Kühlergrill jedoch keinen „Stern“, sondern horizontal verlaufende verchromte Zierstreifen (ohne die Mercedes-typische Mittelachse) und in seiner Mitte das Emblem des koreanischen Herstellers. Als Antrieb diente der Nachbau eines sowjetischen Vierzylinder-Ottomotors; weitere Details zur Motorisierung sind nicht bekannt.
1987 und 1988 wurden nach diesem Muster mehrere Fahrzeuge in den Pyongsang Auto Works aufgebaut. Es gibt keine Hinweise auf eine Serienproduktion. Wie viele Exemplare entstanden, ist unklar. Teilweise ist von „einer Handvoll Prototypen“ die Rede, von denen einzelne Exemplare noch 2015 in der nordkoreanischen Hauptstadt im Einsatz sein sollen.
Es gibt Berichte über erhebliche Verarbeitungsmängel. So seien die Fahrzeuge weder mit einer Heizung noch mit einer Lüftung ausgestattet gewesen. Infolge mangelhafter Passqualität hätten die Fenster nicht zuverlässig geschlossen, sodass die Passagiere nach einer Fahrt über Land eingestaubt gewesen seien.

## Modellbezeichnungen
Die Bezeichnung des Modells Kaengsaeng (갱생) kann auf Deutsch mit „Wiedergeburt“ übersetzt werden. Die Alternativbezeichnung Pyongyang 4.10 (Pyongyang = englische Bezeichnung der nordkoreanischen Hauptstadt Pjöngjang) nimmt Bezug auf den 10. April 1987; an diesem Tag hatte Kim Il-sung den Ausbau der nordkoreanischen Automobilproduktion als Konkurrenz zum südlichen Landesteil erklärt.

## Weitere Entwicklungen
Ein sehr ähnliches Fahrzeug mit der Bezeichnung Paektusan befand sich zeitweise in der Ausstellung der drei Revolutionen in Pjöngjang. Ob es sich dabei um eine Weiterentwicklung des Kaengsaeng 88 handelte oder um ein deutsches Originalfahrzeug mit geänderten Markenemblemen, ist unklar.